# Стара Рудня (зупинний пункт)
Стара Рудня (біл. Старая Рудня, до 1966 — роз'їзд 365 км, до 1972 — Пиревичі) — пасажирський залізничний зупинний пункт Гомельського відділення Білоруської залізниці на електрифікованій лінії Гомель — Жлобин між станціями Салтанівка (2,2 км) та Хальч (5,5 км). Розташований в селі Стара Рудня Жлобинського району Гомельської області.

## Пасажирське сполучення
На зупинному пункті Стара Рудня зупиняються поїзди регіональних ліній економкласу сполученням Гомель — Жлобин.